# 帕拉廷加
帕拉廷加（葡萄牙語：Paratinga）是巴西巴伊亚州的一个市镇。总面积2956.387平方公里，总人口30230人，人口密度10.2人/平方公里。